# A Space in Time
A Space in Time séptimo álbum de la banda de blues rock británica Ten Years After grabado y lanzado el año 1971
Este disco, fue sin duda de los más vendidos de Ten Years After, gracias a su éxito "I'd love to change the world", una canción que criticaba el capitalismo y la guerra . 
La placa, intentaba acercarse a los sonidos de la psicodelia y experimentan sonidos, mezclando arreglos de cuerda, como "Over the Hill". Otros temas notables: "One of these days", "Baby Won't You Let Me Rock 'N' Roll You" o "Uncle Jam"; donde como siempre la guitarra de Alvin Lee es la que destaca en gran parte del disco, al igual que el resto de miembros de la banda. 

## Listado de canciones
Todas las canciones escritas por Alvin Lee, menos la décima  
1. One of These Days – 5:52
2. Here They Come – 4:36
3. I'd Love to Change the World – 3:44
4. Over The Hill – 2:28
5. Baby Won't You Let Me Rock 'N' Roll You – 2:16
6. Once There Was a Time – 3:22
7. Let the Sky Fall – 4:19
8. Hard Monkeys – 3:10
9. I've Been There Too – 5:44
10. Uncle Jam – 1:57 (C. Churchill, A. Lee, R. Lee and L. Lyons)

## Créditos
- Alvin Lee - Guitarra,  voz
- Leo Lyons - Bajo
- Ric Lee - batería
- Chick Churchill - órgano Hammond